# Parker Hall
Linus Parker Hall, detto Bullet (Tunica, 10 dicembre 1916 – Vicksburg, 8 febbraio 2005), è stato un giocatore di football americano statunitense che ha giocato nei ruoli di quarterback e halfback nella National Football League (NFL).

## Carriera professionistica
Hall fu scelto come terzo assoluto nel Draft NFL 1939 dai Cleveland Rams. Nella sua stagione da rookie guidò la NFL in passaggi completati, fu secondo in yard passate e quinto in yard corse, venendo premiato come miglior giocatore della lega. Fu inoltre il primo atleta della storia della NFL a completare 100 passaggi in una stagione. Trascorse quattro stagioni coi Rams dopo di che si arruolò per combattere nella Seconda guerra mondiale. Al suo ritorno giocò nella stagione inaugurale dei San Francisco 49ers della All-America Football Conference.

## Palmarès
- MVP della NFL: 1

1939
- College Football Hall of Fame

## Statistiche
| Yard lanciate     | 4 013 |
| Touchdown         | 29    |
| Intercetti subiti | 67    |
| Passer rating     | 38,0  |